# Пороховников, Павел Иванович
Па́вел Ива́нович Пороховнико́в (1825—1888) — русский живописец, учитель рисования в Императорском Александровском лицее, академик портретной живописи Императорской Академии художеств, генерал-майор.

## Биография
Происходил из дворян Рязанской губернии. Был воспитанником Павловского кадетского корпуса. С 1849 года стал преподавать рисование в военно-учебных заведениях, в том числе в Первом кадетском корпусе, куда он поступил ротным офицером. Одновременно Павел Иванович посещал классы Императорской Академии художеств, где стал учеником К. П. Брюллова. Окончил курс Академии художеств (1853), получив звание свободного художника. Признан академиком исторической и портретной живописи (1859) признан академиком за портрет г. Усовского «и другие известные труды». К этому времени он уже был в звании капитана.
С начала 1870-х годов жизнь Пороховникова стала связана с Царскосельским лицеем, здесь он преподавал рисование, писал парадные картины, иконы для домовой церкви Лицея, портреты преподавателей, а также портрет знаменитых первых директоров Лицея Василия Федоровича Малиновского и барона Егора Антоновича Энгельгардта. Дослужился до чина генерал-майора. Занимался разработкой учебника по рисованию (1874—1875).
Погребён на Смоленском кладбище.

## Творчество
- Портреты: Усовского, пок.ген.ад. Ростовцева (для I кадетского корпуса, 1860—1861), полковника Фролова (1864), генерал-лейтенанта Фирсова, генерал-майора Броуна (1867), Баумгартена, Киттера, священника Константиноеленинской церкви В. Певцова, Калиновского, Козлова и Козловой, генерала Брауна, доктора Соколова, профессора Шестакова, Шебалина, Говловского (1870—1872), принца Петра Георгиевича Ольденбургского (один — в рост, для Императорского Александровского лицея, другой для директора Лицея Миллера Н. И.), госпожи Броун (1872—1873), Васильева, генеральши Лемм (1874—1875), барона Е. А. Энгельгардта (1876—1877).
- Образ Архистратига Михаила (написан по заказу Великого князя Михаила Николаевича, 1860—1861).
- Небольшой образ святых равноапостольных Константина и Елены (для церкви I военной гимназии, 1869—1870).
- Плащаница для церкви Лицея (1874—1875).
- Копии картин Айвазовского, Ахенбаха, Доза̀, Греза и Мерля для частной галереи графа Кушелева-Безбородко, а также Гале, Рулофса, Мордвинова (1870—1871).
- Этюды «Русский крестьянин», «Еврей нищий».
- Картины «Летнее утро, все на работе» и «Горе крестьянина».
- Большое полотно «Нагорная проповедь» (для церкви Лицея, 1876—1877)[2].

- Работы П. И. Пороховникова
- Портрет первого директора Царскосельского лицея В. Ф. Малиновского
- Портрет второго директора Царскосельского лицея
Е. А. Энгельгардта
- Портрет первого директора Александровского лицея
Д. Б. Броневского
- Портрет второго директора Александровского лицея
Н. И. Миллера
- Портрет принца П. Г. Ольденбургского